# 应该不应该
《应该不应该》（英語："What Is and What Should Never Be"）是美国超自然题材电视剧《邪恶力量》第2季的第20集，于2007年5月3日通过CW电视网首播。节目剧情讲述主人翁迪恩·温彻斯特（詹森·艾克尔斯饰）在追捕一个镇尼的过程中发现自己进入了另一个世界，镇尼似乎满足了迪恩最大的愿望：这个世界里自己的母亲并没有死，他和弟弟山姆（杰瑞·帕达里基饰）也不知道超自然生物的存在。迪恩快乐地在这个新世界生活，但种种迹象表明自己之前身为猎人所做的一切都仿佛从未发生过一样。最终，他决定离开这个世界返回现实，但首先必须要找到离开的方法。
本集节目是《邪恶力量》主创人埃里克·克莱普克的导演处女作，剧本由雷尔·塔克编撰。玛莉·温彻斯特和杰西卡·摩尔都在其中重新出场。玛莉一角在之前的剧集中只有过短暂的描述，克莱普克对于能在本集中扩展这个人物深感兴奋。饰演杰西卡的阿德琳妮·帕里奇当时还在参与另一部电视剧《胜利之光》（Friday Night Lights）的演出，为此本集的拍摄时间不得不做出调整来配合演员的档期。
《应该不应该》的收视率不高，但获得了正面的评价，艾克尔斯的表演和两个女角色的回归都得到了认可。塔克还因本集的编剧工作获得了一项星座奖。

## 剧情
本集节目从一处废弃仓库开场，迪恩·温彻斯特正在追捕镇尼时受到对方袭击。他突然发现自己置身一个母亲没有被阿撒兹勒谋杀的世界，他和弟弟萨姆（杰瑞·帕达里基饰）也不是由猎杀超自然生物的猎人养大。但是迪恩在这个世界里很没责任心，而且不讲信用，还酗酒，他和萨姆的关系因此疏远。这样的情况下，突然进入这个世界的迪恩于迷茫之中联系萨姆寻求帮助，但萨姆觉得他肯定是喝多了。在这个新的现实里，迪恩正与一个叫卡门（米歇尔·博斯饰）的女孩约会，萨姆则在法学院深造，而且已经和杰西卡（阿德琳妮·帕里奇饰）订婚，在真实的世界里，杰西卡也早已被阿撒兹勒杀害。虽然迪恩对自己的新生活感到满意，但他周围似乎总有一个幽灵般的年轻女子作祟，而且自己的衣柜里还莫名出现了尸体的照片。他意识到自己和萨姆在真实世界中作为猎手所挽救过的人如今都已惨死，并且他和萨姆的关系也很疏远，甚至有些敌对。迪恩和萨姆的父亲约翰在一年前因中风去世，迪恩前去给父亲扫墓后决定，他必须放弃这个快乐生活的假像，返回真实世界挽救所有的人。
镇尼的弱点是害怕受到银制品攻击，迪恩于是潜入母亲家中去偷一把银刀，但被萨姆发现，认为哥哥这是要从妈妈家里偷东西。迪恩起初谎称自己是欠了赌债，但最终还是把真相告诉了萨姆。萨姆起初不信，于是兄弟俩一起前往镇尼的仓库巢穴。迪恩在这里发现，自己之前看到的年轻女子正受到镇尼控制。她人虽然还活着，但却处于幻觉状态无法苏醒，镇尼正是用这样的办法来保持自己的受害者无法反抗。迪恩意识到自己也身处一个虚幻世界，只有在梦中死亡时，自己才会醒过来。这时卡门、杰西卡和母亲都相继现身，试图说服他不要自杀。迪恩克制住了留下来的愿望，用刀刺进自己胸口后从真实世界醒过来，发现正在仓库试图救活自己的萨姆也受到袭击，但迪恩成功地杀死了镇尼。

## 制作

### 编剧
《应该不应该》是《邪恶力量》第2季的第20集，节目主创人埃里克·克莱普克亲自执导，这也是他首次担任导演，剧本则由雷尔·塔克撰写。克莱普克希望剧本能够尽可能证明自己担任导演的能力，但这会需要改变内容结构，让节目变得完全不同:70。起初编剧提出了多种构思，但都遭克莱普克否决，一直到塔克提议在节目中描绘另一个现实世界时才获得首肯。这一构思的灵感源于《吸血鬼猎人巴菲》的一集《重返正常》（Normal Again），导演对此感到很兴奋。在他看来，母亲的死对迪恩有着根本性的影响，所以通往另一个世界的关键问题就是：“要是妈妈一直还活着呢？”:104。这一改变让萨姆和迪恩可以过上正常人的生活，但也会导致两人关系恶化。根据克莱普克的构想，这一虚假现实的意义在于，要表现两兄弟只有在成为猎人后关系才会亲密:104-105。剧组成员试图说服他去掉这样的情节，但导演认为，如果萨姆和迪恩的关系像《第七天堂》（7th Heaven）中那样，那才真是“没劲”。故事设定完成后，塔克得以不受干涉地创作剧本，这让她颇感意外，因为她起初以为克莱普克会一直在身后指手划脚:70。
玛莉·温彻斯特一角回归的机遇让克莱普克深感兴奋。作为主角两兄弟追寻并剿杀邪魔阿撒兹勒的源动力，玛莉在前两季中有过多次出镜，但都非常短暂。到了这一集里，人物得到扩展，将她描绘成一位“真正完美而迷人的母亲”。不过，克莱普克觉得要是身处一个“完美的梦想世界”，迪恩会意识到有些什么地方不对劲，所以在第二季一开始就去世了的约翰·温彻斯特没有在《应该不应该》中复生:104-105。
最终拍出的节目与起初的设想有所不同。迪恩本来在新的生活里只是个“超级失败者”，正是成为超自然生物的猎手让他的生活走上正轨，也有了目标。没有成为猎人的迪恩就自然而然地成了无业游民，整天在酒吧里醉生梦死。克莱普克把这种新的现实与查理·布考斯基的小说相比较，但也指出迪恩个性无私，虽然这样的生活对他来说并不如意，但由于萨姆的生活美满，他还是更喜欢这个世界。之后执行制片人罗伯特·辛格（Robert Singer）等人认为迪恩如果突然来到这样一个现实里面，应该是不可能会感到满意的，所以他们说服导演改掉了这部分。另一个变动源于迪恩缺乏倾诉的对象，因为通常来说他只会向萨姆吐露心事。编剧觉得很难表现出迪恩的感受，所以剧本的前几稿中都有许多内心独白。不过这些部分最终都用他和一位教授讨论镇尼这种生物的场景代替。电视剧本希望在节目中让迪恩和女友卡门接吻并且发生性关系，但导演认为作为医院护士，卡门为了这样的事情故意迟到应该是不现实的。

### 镇尼
根据编剧的设想，《应该不应该》里的邪魔是一个可以通过愿望来创建新现实的精灵，最终入选的是伊斯兰教中的镇尼，并且为了适应节目需要而“混入了西方（世界的）观念”:109。为了避免落入像《阿拉丁》和《太空仙女恋》（I Dream of Jeannie）中那些对精灵描写的俗套，他们让这个邪灵吸食人血:109。塔克起初打算保持镇尼进食方式的神秘感——从受害人的嘴里吸取其生命精元。但克莱普克希望增强节目的恐怖感，所以让镇尼直接从受害人的脖子上吸食:107。
克莱普克从互联网看到一位女子在背上纹有曼海蒂的照片，这成为镇尼外表的灵感来源。他觉得，要是让这个反派角色全身都纹上这样的花纹应该会很耐人寻味。扮演这个角色的男演员麦肯齐·格雷剃光了头发，这样特效化妆师托比·林达拉就只需要用一小片道具挡住演员的眉毛:107。曼海蒂的纹路设计很复杂，给林达拉的工作构成挑战:73。由于每次化妆需时长达6小时，无法满足拍摄进度的需要，因此格雷在连续4天里都不能洗掉这样的装束:73，他的私生活因此受到影响，街上很多行人都被他的样子吓坏了。林达拉则对格雷可以在拍摄以外的时间里仍然保持纹身完好无损深感意外:73。

### 拍摄
《应该不应该》的主体拍摄工作在加拿大不列颠哥伦比亚的温哥华进行。克莱普克希望请阿德琳妮·帕里奇回归饰演萨姆遭阿撒兹勒杀害的女友杰西卡·摩尔，但帕里奇这时正在德克萨斯州参加电视剧《胜利之光》的拍摄。为此本集节目的拍摄时间不得不做出调整来配合演员的档期。前5天摄制的是《应该不应该》，接下来就转入下一集《地狱敞开》的制作，直到帕里奇可以参加最终3天的拍摄工作。不过，她无法参加节目高潮戏段的拍摄，这场戏是由她先在蓝幕前演出，再经数字处理加到节目中。
《邪恶力量》通常气氛阴沉，有一种“藏污纳垢、危机四伏”的感觉，为此克莱普克希望在节目中的两个世界之间形成对比。他要求艺术指导设计师杰里·韦尼克（Jerry Wanek）搭建出“你所见过最美丽、温暖而且充满感情的外景”。摄影师谢尔盖·拉多塞尔（Serge Ladouceur）让日常的阴影和“柔和的灯光”更多彩、更让人感到温暖。节目拍摄期间虽然总是在下雨，但到了拍摄迪恩修剪草坪这个主要对比镜头时天公作美，天气变得非常好。克莱普克希望镜头看上去“太过完美，以致于让人觉得有些难以置信”，并且可以拍出“灿烂的阳光和美丽的景象”。剧中作为镇尼巢穴的那个“令人毛骨悚然的”仓库是在另一部电视剧《天赐》使用的仓库外景基础上重新设计的。
| “                                                      | “不知怎么的，我脑子里就是有这么个想法，无论迪恩希望还是不希望，萨姆都会选择跟着他，这与《试播集》里两人第一次碰面和他们第一次打起来时的情况有着鲜明对比。我一直都想要重现这一幕……” | ” |
| ——克莱普克谈及自己在本集节目中向《试播集》致敬的原因。 | |   |

大卫·努特尔（David Nutter）是克莱普克熟悉并向对方学习的第一位导演，为此克莱普克打算在本集节目中包含向努特尔执导的《试播集》致敬的内容:70，片中新世界的部分镜头就是意在重现《试播集》的风格。剧组试图尽可能采用相同的镜头角度、照明和音乐。萨姆和杰西卡睡在一起的镜头也应该要与《试播集》中的同类镜头完全相同。只有两兄弟打架的情节有所变化，因为新世界中的萨姆“基本上就是个娘炮”，所以迪恩轻而易举地就能够打倒他。塔克指出，节目中也包含一些“偷偷摸摸”的段落，暗示这个新的现实只是一种幻觉，因为他幻想的这个世界只是根据已经知道的事情、经历过的往事所产生，所以这是重新经历自己在《试播集》里的人生:70。
剧中温彻斯特的家里摆放的许多照片都是经平面设计师刘玛丽安使用处理生成。导演认为这对展示新的温彻斯特家族历史非常重要，所以每一张照片都经过了探讨和完善。其中有一些照片正是将帕达里基和艾克尔斯小时候的真实照片经过处理而成，例如舞会上的迪恩和参加毕业典礼的萨姆等。

### 音乐
《应该不应该》中的合成管弦乐由克里斯托弗·莱纳兹（Christopher Lennertz）作曲。在他谱写音乐的全部4季节目里，莱纳兹最喜欢的就是本集。莱纳兹之前大都是采用大提琴来表现萨姆和迪恩的关系，但在本集的另一个现实世界里他采用的是巴松管独奏，认为这“给予了节目一个非常耐人寻味的引调”。与之前的节目一样，本集也选用了多首摇滚歌曲:106。

## 反响
《应该不应该》的首播一共只吸引了311万观众收看，是本季收视成绩最差的节目之一。但雷尔·塔克却因这集的编剧工作获得了星座奖2007年最佳科幻电影或电视剧本奖，并且节目本身也获得了电视评论员的好评。《电视指南》的蒂娜·查尔斯（Tina Charles）对节目推崇倍至，称赞詹森·艾克尔斯贡献了他在本剧中最精彩的一场演出。在整整一个小时的时间里，她经历了一次“情感过山车”，感觉迪恩在父亲坟前的独白让人心碎的同时，另一场剪草的镜头又可谓“爆笑”。网站的戴安娜·斯汀伯根（Diana Steenbergen）也给予节目高度评价，评分达9.2（最高10分）。她称赞了本集快速的节奏、“沉重”的人物发展和压得人透不过气来的焦虑感，并且也认为艾克尔斯的表现非常出色，称节目中的幽默就源于艾克尔斯是否愿意成为一个“大傻冒”。萨曼塔·史密斯和阿德琳妮·帕里奇两位女演员的表现也让斯汀伯根感觉是“一种享受”，她还希望能看到杰弗里·迪恩·摩根回归。
网站的汤姆·伯恩斯（Tom Burns）认为《应该不应该》是《邪恶力量》所有节目中最优秀的其中一集，“几位演员的确有着良好的发挥……每一刻的表演都很有说服力”。他还特别赞扬了艾克尔斯的表现，“他的喜乐、哀愁和焦虑都满满地写在那张脸上，但又总是能够保持入戏，让情节真实可信。”伯恩斯认为这种通过愿望创造的理想世界已经在小说中用滥了，但艾克尔斯的精彩表演却成功地让节目“从平凡中摆脱出来”。美国在线电视小队（TV Squad）的布莱特·洛夫（Brett Love）称这是一集“精雕细琢”的优异作品，并给予7分的高度评价（最高7分）。他认为剧中对镇尼的描写比许多流行文化作品中对精灵的描述都要出色，还特别称颂了其令人毛骨悚然的外表。他对史密斯和帕里奇的回归感到高兴，而且认为卡门一角是“对这个家庭的良好补充”。网站的唐·威廉斯（Don Williams）也有类似看法，他把这集在《邪恶力量》的前三季中排第3。认为以单集节目的角度来说，这集的表现是最优秀的，称“任何会喜欢巧妙的剧本构思、精彩的表演，或是不穿衣服的詹森·艾克尔斯的观众都会喜欢这一集”。